# Masque à décalage de phase

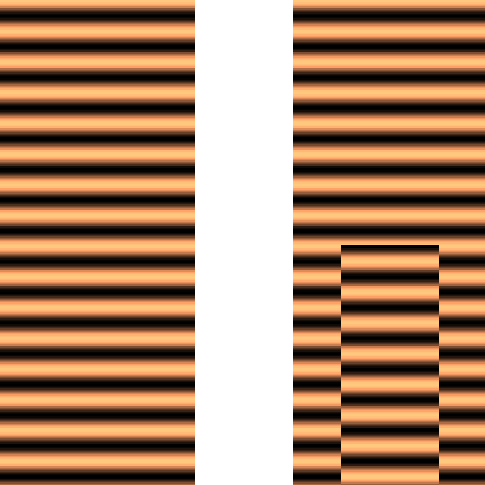
À gauche : la partie réelle d'une onde plane se propageant vers le bas. À droite : l'effet de l'ajout d'un masque transparent déphasant l'onde de 180 degrés. (L'illustration de droite ne prend pas en compte l'effet de la diffraction).

En lithographie, un masque à décalage de phase ou PSM (Phase Shift Mask en anglais) est un masque photographique qui module en phase la lumière incidente de façon à réaliser une interférence, ce qui lui permet d'offrir une meilleure résolution qu'un masque binaire. Il existe des masques à décalage de phase atténués (attenuated PSM), alternés (alternating PSM) et sans chrome (chromeless PSM).